# نظریه تاریخچه زندگی
نظریه تاریخچهٔ زندگی (به ‌انگلیسی: Life history theory) یک چارچوب تحلیلی است که به منظور بررسی تنوع راهبردهای مسیر زندگی اَندامگان‌های مختلف در سراسر جهان و علل و نتایج تغییرات در چرخهٔ زندگی آنها طراحی شده‌است. نظریهٔ تاریخچهٔ زندگی یک نظریهٔ فرگشت زیستی است که قصد دارد ابعاد مختلف کالبدشناسی و رفتار حیوانات را با مراجعه به مسیر زندگی‌شان، که شامل رفتارهای مرتبط با تولیدمثل، رفتارهای پس از تولیدمثل و طول عمرشان می‌شود - که توسط انتخاب طبیعی شکل داده شده‌است، توضیح دهد. راهبرد تاریخچهٔ زندگی عبارت است از «الگوهای خاص برای سن و مرحله» و زمانبندی وقایعی که زندگی یک اندامگان را تشکیل می‌دهد؛ مانند تولد، شیر گرفتن، بلوغ، مرگ و غیره. این وقایع، به ویژه رشد نوجوانان، سن بلوغ جنسی، تولید مثل اول، تعداد فرزندان، میزان سرمایه‌گذاری والدینی، پیری و مرگ به جسم و محیط زیست اندامگان بستگی دارد.
این نظریه در دههٔ ۱۹۵۰ توسعه و برای پاسخ به سوالاتی در مورد موضوعاتی مانند اندازه اندامگان، سن بلوغ، تعداد فرزندان، طول عمر، و موارد بسیار دیگر استفاده شده‌است. برای مطالعه این مباحث، باید راهبردهای تاریخ زندگی مشخص و سپس مدل‌هایی برای بررسی اثرات آنها ساخته شوند. در نهایت، پیش‌بینی‌هایی در مورد اهمیت و نقش راهبردها انجام می‌شود، و دانشمندان از این پیش‌بینی‌ها استفاده می‌کنند تا درک کنند که چگونه تکامل بر ترتیب و طول وقایع تاریخچهٔ زندگی در یک اندامگان، به ویژه طول عمر و دورهٔ تولیدمثل آن تأثیر می‌گذارد. تئوری تاریخچهٔ زندگی بر پایهٔ نظریهٔ تکامل بنا شده و تأثیر انتخاب طبیعی را بر روی اندامگان‌ها، چه در طول زندگی خود و چه در طول نسل‌ها، مطالعه می‌کند. همچنین برای تعیین اینکه آیا موجودات زنده توانایی به حداکثر رساندن یا بهینه‌سازی سازواریشان هستند، از معیارهای تناسب اندام تکاملی استفاده می‌کند. به‌طور خلاصه نظریهٔ تاریخچهٔ زندگی به عنوان روشی برای بررسی «بسیاری از لایه‌های پیچیده موجودات و محیط پیرامون آنها» عمل می‌کند.

## بقای انسب داروینی
در ادبیات تکاملی، سازواری با تعداد فرزندانی که یک اندامگان در طول زندگی تولید می‌کند، تعیین می‌شود. عناصر اصلی سازواری نجات یافتن و میزان تولید مثل است. این بدان معنی است که صفات و ژن‌های اندامگان به نسل‌های بعدی منتقل می‌شوند و به «موفقیت» تکاملی کمک می‌کنند. به عبارت دیگر ژن‌های هر اندامگان که بتواند در زنده ماندن آن اندامگان متناسب با محیط زندگی‌اش عمل کند، منجر به تولید مثل بیشتر و انتقال بیشتر ژن‌های او می‌شوند. به یاد داشته باشید که ژن‌های انتقال یافته از پس چالش‌های محیط زندگی اندامگان برآمده‌اند. روند سازگاری‌ای که به این «موفقیت» منجر می‌شود، توسط نرخ بقا و تولید مثل تعیین می‌شود که به نوبهٔ خود باعث ایجاد سطحی از بقای انسب یا سازواری می‌شود. در تئوری تاریخچهٔ زندگی، تکامل در مراحل زندگی اندامگان‌ها دخالت و سازگاری ایجاد می‌کند - این فرایند منجر به بقای انسب می‌شود.

## صفات تاریخچهٔ زندگی
هفت صفت وجود دارد که به‌طور سنتی در نظریه تاریخ زندگی مهم شناخته می‌شوند. صفتی که برای هر اندامگان با اهمیت به نظر می‌رسد چیزی است که تغییر در آن مهم‌ترین تفاوت را در سطح آمادگی او ایجاد می‌کند. به این معنا، سازواری یا مناسب بودن اندامگان با تغییر صفات تاریخچهٔ زندگی آن تعیین می‌شود. هنگامی که نیروهای تکاملی روی صفات تاریخچهٔ زندگی اثر می‌گذارند، منجر به محدود کردن تنوع ژنتیکی و وراثت پذیری راهبردهای تاریخچهٔ زندگی می‌شود. با این وجود هنوز هم تنوع زیادی در جهان طبیعت مشاهده می‌شود.

### لیست صفات
1. اندازه هنگام تولد
2. الگوی رشد
3. سن و اندازه در زمان بلوغ
4. تعداد، اندازه و نسبت جنسی فرزندان
5. سرمایه‌گذاری‌های تولید مثل سن و اندازه
6. برنامه‌های مرگ و میر سن و اندازه خاص
7. طول عمر

جستارهای وابسته
- درخت‌گاه‌شماری
- بوم‌شناسی رفتار
- چرخه زندگی زیستی